# Імоко Воллей
«Імоко Волей» — італійський професійний жіночий волейбольний клуб із Конельяно. Переможець Ліги чемпіонів Європейської конфедерації волейболу і клубного чемпіонату світу.

## Історія
Взимку 2012 року припинив своє існування клуб «Spes Volley», а 15 березня в Конельяно була створена волейбольна команда «Імоко Воллей» У квітні новостворений клуб отримав ліцензію до Серії А1 замість збанкрутілого клубу «Parma Volley Girls» (тобто, у перший рік свою існування дебютував у найвищому дивізіоні чемпіонаті Італії).

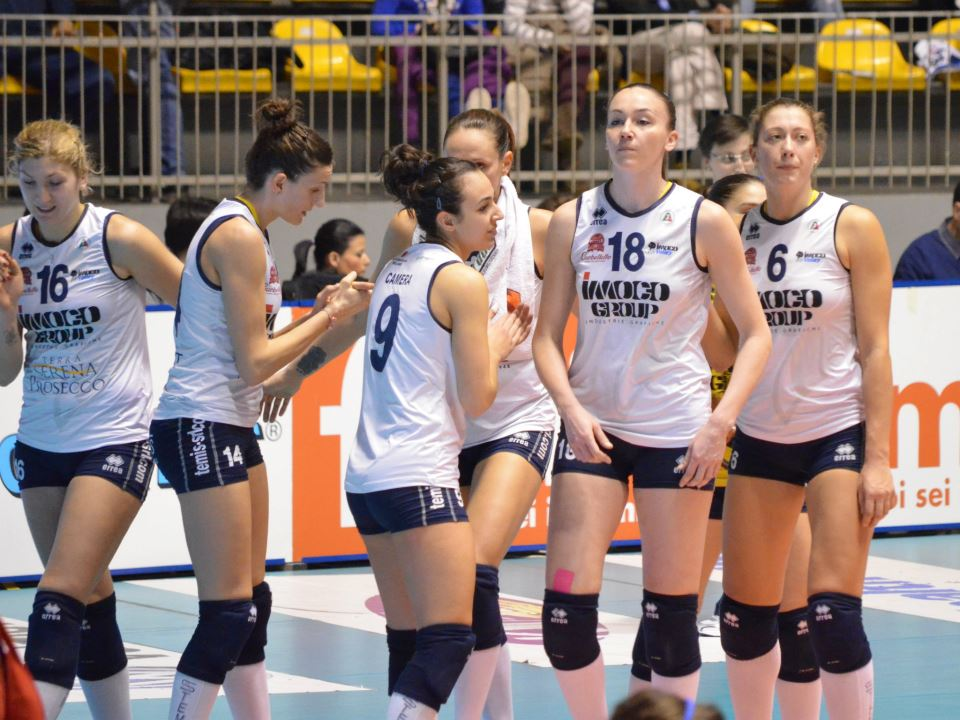
Сезон 2012-13: Крістіна Барчелліні (№ 16), Емілія Ніколова (№ 14), Летіція Камера (№ 9), Дженні Барацца (№ 18) і Валентина Фіорін (№')

Навесні 2016 року клуб виграв свій перший титул — чемпіонат Італії. Основними гравчинями того складу були Рейчел Адамс, Валентина Аррігетті, Дженні Барацца, Моніка Де Дженнаро, Меган Годж, Аліша Гласс, Анна Ніколетті, Серена Ортолані, Келсі Робінсон і Аліса Сантіні. Наступного сезону «Імоко» був найсильнішим у розіграшах національного кубка і суперкубка. У фіналі кубка Італії перемогли «Рівер» з П'яченци, а в суперкубку — «Фоппапедретті» (Бергамо). Серена Ортолані стала найрезультативнішою волейболісткою клубу у першому турнірі (51 очко), а мексиканка Саманта Брісіо — другого (24 очки).
У грудні 2019 року здобув перемогу в клубному чемпіонаті світу На груповому етапі перемогли китайський «Тяньцзінь», турецький «Вакифбанк» (Стамбул) і бразильський «Мінас» з Белу-Орізонті. У півфіналі жереб звів знову з «Вакифбанком» (3:2), а у фіналі — з іншим стамбульським грандом — «Еджзаджибаши» (3:1). Паолу Егону було визнано найкращою волейболісткою турніру, а кращими на своїх позиціях — Йоанна Волош, Робін де Крюйф і Кімберлі Гілл.
Того сезону клуб також здобув перемоги у кубку і суперкубку. Також був одним із головних претендентів у Лізі чемпіонів і Серії А1, але через пандемію коронавірусу ці турніри були призупинені
У сезоні 2020/2021 клуб здобув перемогу в Лізі чемпіонів ЄКВ. У чвертьфіналі і півфіналі перемогли італійські команди «Савіно дель Бене» (Скандіччі) і АГІЛ (Новара), а у вирішальному матчі — стамбульський «Вакифбанк». Основними гравцями того складу були Маккензі Адамс, Лара Каравелло, Моніка Де Дженнаро, Робін Де Крюйф, Паола Егону, Джулія Дженнарі, Кімберлі Гілл, Міріам Сілла і Йоанна Волош (тренер — Даніеле Сантареллі).
У грудні 2022 року вдруге стали переможцями клубного чемпіонату світу. На груповомв етапі здобули перемоги в іграх із бразильським клубом «Прая» (Уберландія) і «Еджзаджибаши» (Стамбул), а вирішальних матчах — з «Мінасом» (Белу-Орізонті) і «Вакифбанком» (Стамбул). Найкращою волейболісткою турніру стала шведка Ізабель Гок, а кращими на своїх позиціях — Йоанна Волош, Келсі Робінсон і Моніка Де Дженнаро.
Назви клубу
| Роки      | Назви клубу                            |
| --------- | -------------------------------------- |
| 2012–2013 | «Imoco Volley Conegliano»              |
| 2013–2015 | «Prosecco Doc-Imoco Conegliano»        |
| 2015–2019 | «Imoco Volley Conegliano»              |
| 2019–2022 | «A. Carraro Imoco Conegliano»          |
| 2021–     | «Prosecco Doc Imoco Volley Conegliano» |

## Головні тренери
| Period    | Head Coaches                     |
| --------- | -------------------------------- |
| 2012–2014 | Марко Гаспарі                    |
| 2014–2015 | Нікола Негро Алессандро К'яппіні |
| 2015–2017 | Давіде Маццанті                  |
| 2017–     | Даніеле Сантареллі               |

## Капітани
| Роки      | Капітани            |
| --------- | ------------------- |
| 2012–2014 | Раффаелла Каллоні   |
| 2014–2015 | Валентина Фіорін    |
| 2015–2016 | Валентина Аррігетті |
| 2016–2017 | Серена Ортолані     |
| 2017–     | Йоанна Волош        |

## Бомбардири
Список найрезультативніших гравчинь клубу в єврокубках:
| Сезон   | Волейболістка   | Турнір         | Ігри | Сети | Очки | Ср.  | Примітки |
| ------- | --------------- | -------------- | ---- | ---- | ---- | ---- | -------- |
| 2013-14 | Емілія Ніколова | Ліга чемпіонів | 7    | 28   | 137  | 4,89 |          |
| 2014-15 | Емілія Ніколова | Кубок ЄКВ      | 6    | 19   | 99   | 5,21 |          |
| 2016-17 | Робін де Крюйф  | Ліга чемпіонів | 6    | 26   | 99   | 3,81 |          |
| 2017-18 | Саманта Фабріс  | Ліга чемпіонів | 10   | 39   | 177  | 4,54 |          |
| 2018-19 | Кімберлі Гілл   | Ліга чемпіонів | 11   | 42   | 146  | 3,48 |          |
| 2019-20 | Паола Егону     | Ліга чемпіонів | 6    | 20   | 110  | 5,5  |          |
| 2020-21 | Паола Егону     | Ліга чемпіонів | 9    | 32   | 215  | 6,72 |          |
| 2021-22 | Паола Егону     | Ліга чемпіонів | 5    | 17   | 139  | 8,18 |          |
| 2022-23 | Ізабель Гок     | Ліга чемпіонів | 8    | 27   | 120  | 4,44 |          |
| 2023-24 | Ізабель Гок     | Ліга чемпіонів | 11   | 41   | 244  | 5,95 |          |
| 2024-25 | Ізабель Гок     | Ліга чемпіонів | 9    | 26   | 149  | 5,73 |          |

## Досягнення
- Ліга чемпіонів ЄКВ
  - Перше місце (3): 2021, 2024, 2025

- Клубний чемпіонат світу
  - Перше місце (3): 2019, 2022, 2024

- Чемпіонат Італії[it]
  - Перше місце (8): 2016, 2018, 2019, 2021, 2022, 2023, 2024, 2025

- Кубок Італії[it]
  - Перше місце (7): 2017, 2020, 2021, 2022, 2023, 2024, 2025

- Суперкубок Італії
  - Перше місце (8): 2016, 2018, 2019, 2020, 2021, 2022, 2023, 2024

## Галерея

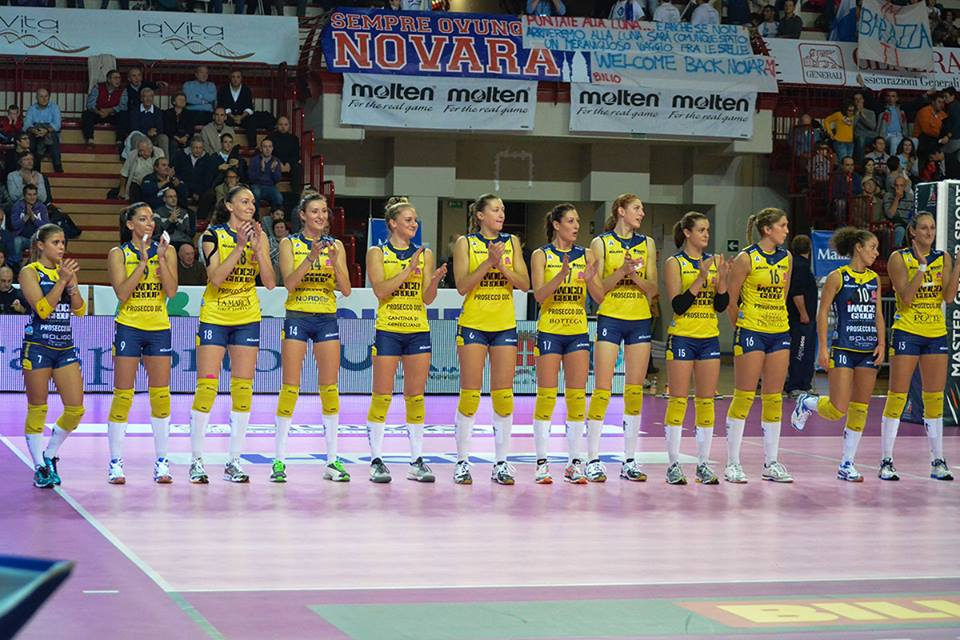
Сезон 2013-14.
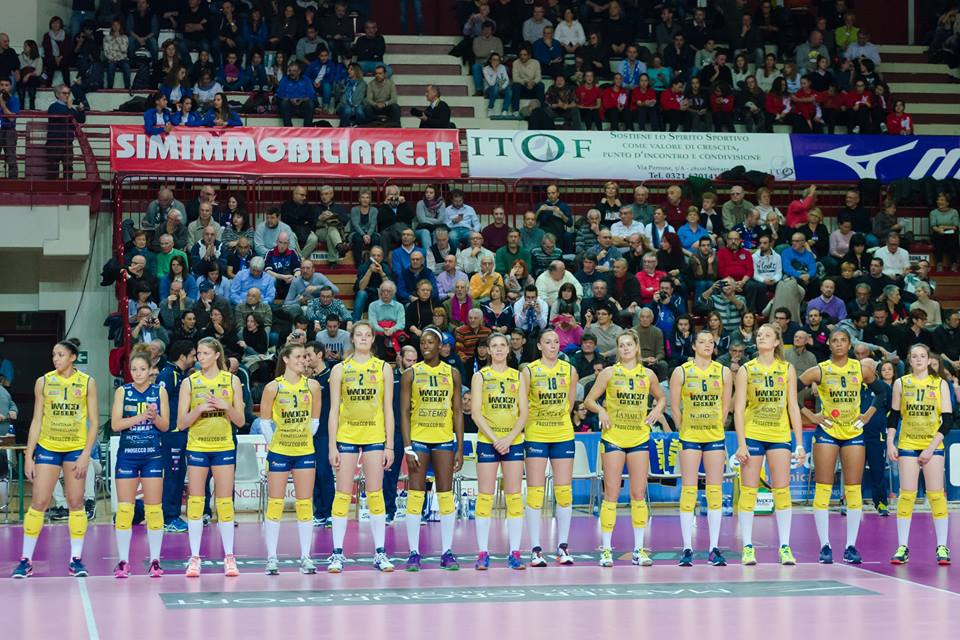
Сезон 2015-16.

- Сезон 2013-14: Карлотта Дамінато, Мелісса Дона, Дженні Барацца, Емілія Ніколова, Карлі Ллойд, ?, Валентина Тіроцці, Беріт Кауффельдт, Марта Бекіс, Крістіна Берчелліні, Моніка Де Дженнаро, Раффаелла Каллоні.
- Сезон 2015-16: Аліша Гласс, Моніка Де Дженнаро, ?, Марта Бекіс, Анті Васілантонакі, Меган Годж, Валентина Серена, Дженні Барацца, Келсі Робінсон, Серена Ортолані, Анна Ніколетті, Рейчел Адамс, К'яра Де Бортолі.

## Склад
Сезон 2025/2026:
| \| 1 \| Габрієла Гімарайнш \| \| \| 4 \| Чжу Тін \| \| \| 5 \| Серена Сконьямілло (л) \| \| \| 6 \| Дженна Еверт \| \| \| 9 \| Марина Лубіан \| \| \| 10 \| Моніка Де Дженнаро (л) \| \| \| 11 \| Ізабель Гок \| \| \| 12 \| Матільде Мунаріні \| \| \| 14 \| Йоанна Волош () \| \| \| 15 \| Меріт Адігве \| \| \| 16 \| Ніка Даалдероп \| \| \| 18 \| Крістіна Кірікелла \| \| \| 19 \| Сара Фар \| \| \| 23 \| Фатуматта Сілла \| \| \| Тренер: \| \| \| \| \| Даніеле Сантареллі \| \| 1. 2. 3. 4. 5. 6. 7. 8. 9. - Офіційний сайт (італ.) - Веб-сайт Серії А (італ.) - Волейбол Imoco на Volleybox.net - Imoco Volley на Volleyballworld.com - Волейбол. Кубок ЕКВ. «Химик» впервые сыграет с итальянской командой (російська) . Одеса-Спорт. Процитовано 9 жовтня 2023. {{cite web}}: Зовнішнє посилання в \|publisher= (довідка) |                        |  |
| |                        |  |
| 1 | Габрієла Гімарайнш     |  |
| 4 | Чжу Тін                |  |
| 5 | Серена Сконьямілло (л) |  |
| 6 | Дженна Еверт           |  |
| 9 | Марина Лубіан          |  |
| 10 | Моніка Де Дженнаро (л) |  |
| 11 | Ізабель Гок            |  |
| 12 | Матільде Мунаріні      |  |
| 14 | Йоанна Волош ()        |  |
| 15 | Меріт Адігве           |  |
| 16 | Ніка Даалдероп         |  |
| 18 | Крістіна Кірікелла     |  |
| 19 | Сара Фар               |  |
| 23 | Фатуматта Сілла        |  |
| Тренер: |                        |  |
| | Даніеле Сантареллі     |  |